# Broträsket
Broträsket är en sjö i Skellefteå kommun i Västerbotten och ingår i Kålabodaåns huvudavrinningsområde. Sjön har en area på 0,929 kvadratkilometer och ligger 36 meter över havet. Sjön avvattnas av vattendraget Lillån.

## Delavrinningsområde
Broträsket ingår i det delavrinningsområde (715098-175597) som SMHI kallar för Ovan Myrrisbäcken. Medelhöjden är 43 meter över havet och ytan är 18,78 kvadratkilometer. Det finns inga avrinningsområden uppströms utan avrinningsområdet är högsta punkten. Lillån som avvattnar avrinningsområdet har biflödesordning 2, vilket innebär att vattnet flödar genom totalt 2 vattendrag innan det når havet efter 14 kilometer. Avrinningsområdet består mestadels av skog (49 procent), jordbruk (15 procent) och sankmarker (15 procent). Avrinningsområdet har 0,92 kvadratkilometer vattenytor vilket ger det en sjöprocent på 6,1 procent.